# Sabine Evertsová
Sabine Evertsová (* 4. března 1961, Düsseldorf) je bývalá západoněmecká atletka, která se specializovala na víceboj a skok daleký.
První úspěchy zaznamenala v roce 1979 na juniorském mistrovství Evropy v Bydhošti, kde získala zlatou medaili v pětiboji a stříbro v dálce . V roce 1983 skončila na prvním ročníku mistrovství světa v atletice v Helsinkách v sedmiboji na čtvrtém místě.